# Ergebnisse der Kommunalwahlen in Amberg
Die Ergebnisse der Kommunalwahlen in Amberg werden in den folgenden Übersichten aufgelistet. Es werden die Ergebnisse der Stadtratswahlen seit 1996 angegeben.
Es werden nur diejenigen Parteien und Wählergruppen aufgelistet, die bei wenigstens einer Wahl mindestens zwei Prozent der gültigen Stimmen erhalten haben. Bei mehrmaligem Überschreiten dieser Grenze werden auch Ergebnisse ab einem Prozent aufgeführt.

## Parteien
- CSU: Christlich-Soziale Union in Bayern
- FDP: Freie Demokratische Partei
  - 1996–2002 als: FDP/Unabhängige Bürger
- Grüne[2] Bündnis 90/Die Grünen
- ÖDP: Ökologisch-Demokratische Partei
- SPD: Sozialdemokratische Partei Deutschlands

## Wählergruppen
- AB: Amberger Bunt
- FW: Freie Wähler e.V.
- DL: DIE LISTE Amberg

## Stadtratswahlen
Stimmenanteile der Parteien in Prozent
| Jahr | Wahlbeteiligung | CSU  | SPD  | Grüne | ÖDP | FW  | AB  | FDP | DL   |
| ---- | --------------- | ---- | ---- | ----- | --- | --- | --- | --- | ---- |
| 1996 | unbek.          | 49,2 | 33,7 | 5,9   | –   | 7,9 | –   | 3,3 | –    |
| 2002 | 54,4            | 50,9 | 33,0 | 3,7   | 2,9 | 6,7 | –   | 2,9 | –    |
| 2008 | 49,8            | 46,2 | 30,7 | 5,8   | 7,4 | 6,0 | –   | 3,8 | –    |
| 2014 | 46,5            | 46,6 | 28,8 | 6,3   | 6,1 | 4,8 | 4,1 | 3,3 | –    |
| 2020 | 47,1            | 42,6 | 13,9 | 11,4  | 6,3 | 7,3 | 6,1 | 2,4 | 11,3 |

Sitzverteilung
Des Weiteren ist zu beachten, dass neben den gewählten Stadträten auch der Oberbürgermeister dem Gremium „Stadtrat“ angehört. Die in diesem Absatz als Gesamtzahl an Sitzen genannte Zahl berücksichtigt nur die Stadträte ohne Oberbürgermeister.
Die folgende Aufstellung gibt die Sitzverteilung an, die sich aus dem jeweiligen Wahlergebnis ergeben hat.
| Jahr | Gesamt | CSU | SPD | Grüne | ÖDP | FW | AB | Rep | FDP | DL |
| ---- | ------ | --- | --- | ----- | --- | -- | -- | --- | --- | -- |
| 1990 | 40     | 18  | 15  | 2     |     | 1  |    | 3   | 1   |    |
| 1996 | 401    | 20  | 14  | 2     |     | 3  |    |     | 1   | –  |
| 2002 | 401    | 21  | 14  | 1     | 1   | 2  |    |     | 1   | –  |
| 2008 | 401    | 19  | 12  | 2     | 3   | 3  |    |     | 1   | –  |
| 2014 | 401    | 19  | 11  | 3     | 2   | 2  | 2  |     | 1   | –  |
| 2020 | 401    | 17  | 5   | 5     | 3   | 3  | 2  |     | 1   | 4  |

Fußnoten
1 Dem Gremium „Stadtrat“ gehört neben den Stadträten auch noch der Oberbürgermeister an.

## Belege
1. ↑  amberg.de: Stadtratswahl Amberg 2020 – Ergebnisse
2. ↑  Kreisverband Amberg-Stadt Website der Grünen Ambergs. Abgerufen am 15. Februar 2021.